# Gabel (Werkzeug)

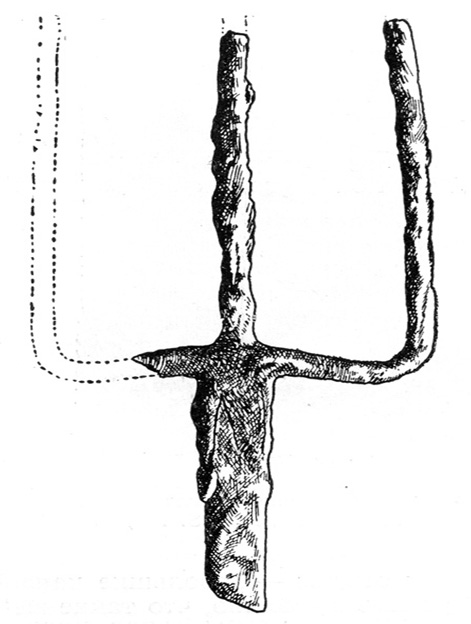
Gabel, Urartu-Kultur (Anatolien, 1. Jtsd. v. Chr.)

Eine Gabel oder auch Forke ist ein Werkzeug mit einem Stiel und mehreren langen, meist spitzen Fortsätzen, den Zinken, im oberdeutschen Raum auch Zurken genannt.

## Zur Benennung
Der Begriff Gabel entwickelte sich aus dem mhd. gabel(e), ahd. gabala und ist verwandt mit der keltischen Wortgruppe um das altirische gabul, was gegabelter Ast bedeutet.
Wie die meisten bäuerlichen Gerätschaften haben die unterschiedlichen Bauformen der Gabeln in den diversen Dialekten und Mundarten verschiedene Namen, die sich in ihrer Anwendung überschneiden. In neuerer Zeit werden diese von genormten Handelsnamen überlagert. Der englische Begriff für Gabel lautet fork und ist mit dem niederdeutschen Begriff Forke eng verwandt.

## Geschichte
Gabelförmige Geräte wurden seit der Frühzeit genutzt und waren ursprünglich hölzern, es wurden natürliche Astgabeln für das Wenden oder Heben von Heu, Garben oder Mist genutzt.  Zudem gab es Ofengabeln um das Feuer in Gang zu halten, Töpfe oder Holz in den Ofen zu schieben bzw. im Ofeninneren zu verteilen. Seit dem frühen Mittelalter tritt die Gabel als Vorlegebesteck für Fleisch auf und erst im ausgehenden Mittelalter als Teil des Essbestecks auf.
Gabeln als landwirtschaftliche Arbeitsgeräte bestehen im Allgemeinen aus einer Aufnahmefläche, die mit zwei bis sechs leicht gebogenen Zinken versehen ist und einem in etwa mannslangen, 1½–2 m messenden Stiel. Sie sind für das Einstechen, Aufnehmen und den kurzzeitigen Transport von meist organischem, mehr oder minder lockerem Material vorgesehen.
Während landwirtschaftliche Gabeln ursprünglich ganz aus Holz gefertigt wurden, entstanden schon im Mittelalter Formen mit einem aus Eisen gefertigten Gabelteil. Die eiserne Gabel lernten die Germanen über Handelsbeziehungen mit den Römern kennen. Heutige Gabelstiele bestehen meistens aus dampfgebogenem Eschenholz.
Als landwirtschaftliche Geräte wird zwischen Grabegabel, Dung- oder Mistgabel, Heugabel, Mulchgabel, Rosengabel, Bollengabel, Krail, Karst, Ampfergabel, Maisgabel (6 Zinken), Kartoffel- und Rübengabel (10 und mehr Zinken mit kugelförmigen Enden, um ein Verletzen der Knollen zu verhindern) unterschieden. Ferner werden Koksgabeln und Steingabeln- schaufelförmige Gabeln mit neun oder mehr Zinken, die mit einem stabilen Stiel mit T- oder D-Griff versehen sind, verwendet, um Koks, Kohle oder Schotter zu schaufeln. Mit der Schlackengabel wird beim Schmelzprozess in der Metallurgie die Schlacke abgezogen.

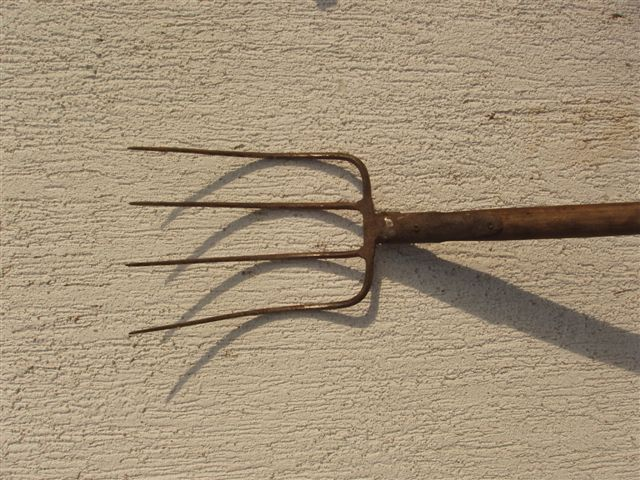
Mistgabel
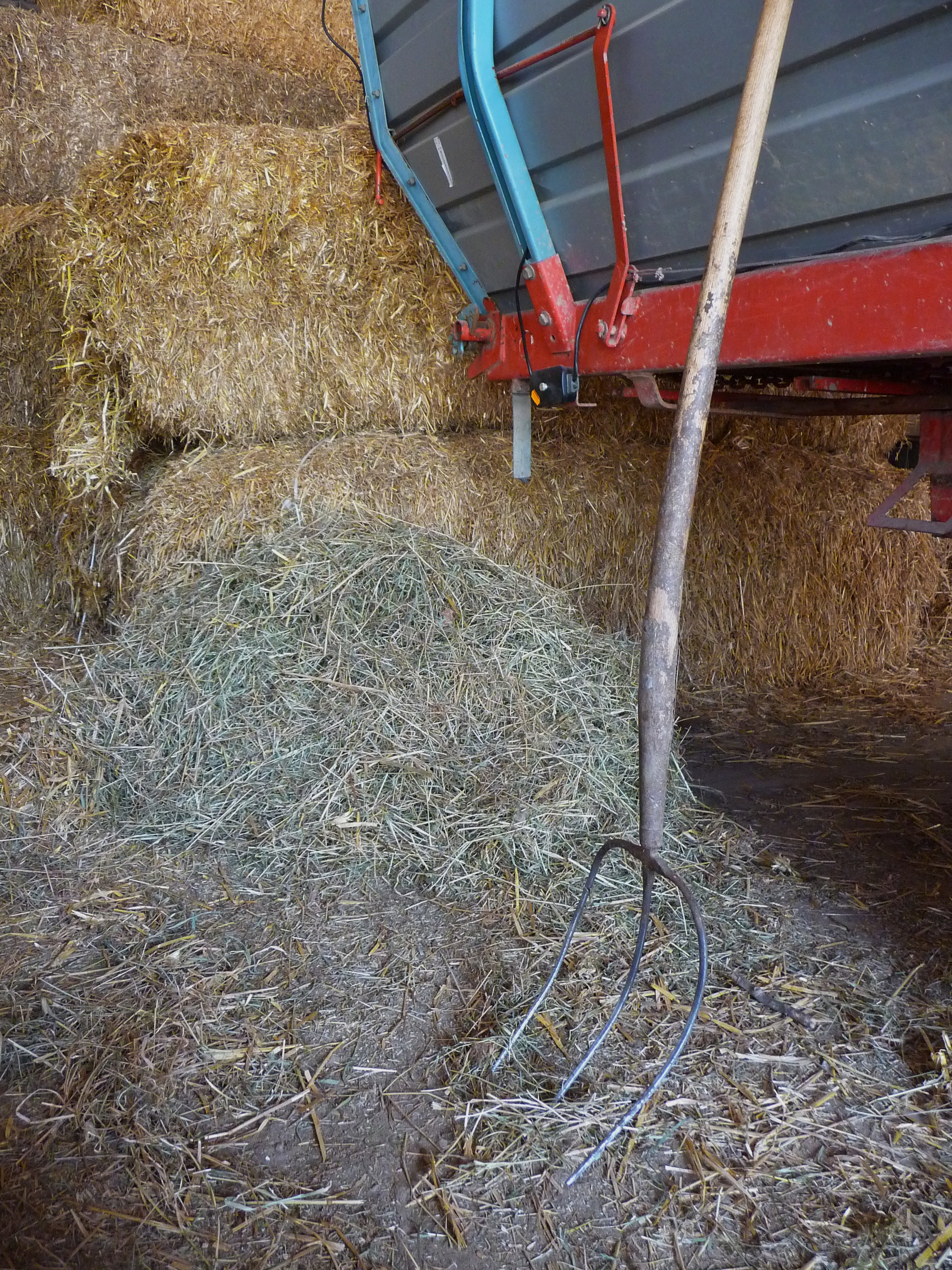
Heugabel
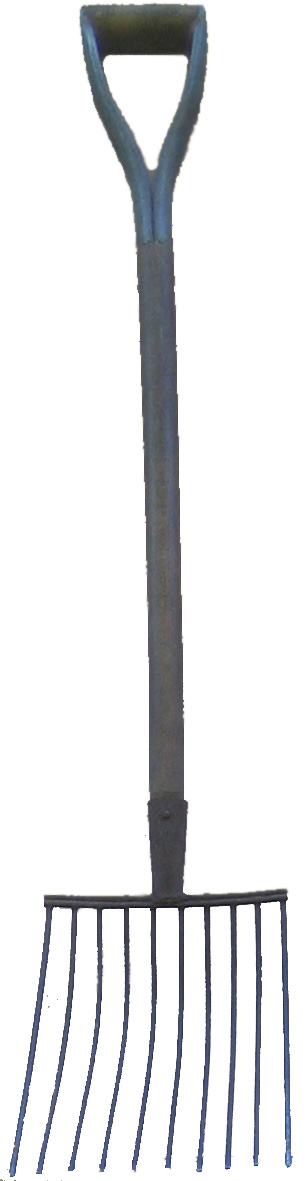
Koksgabel
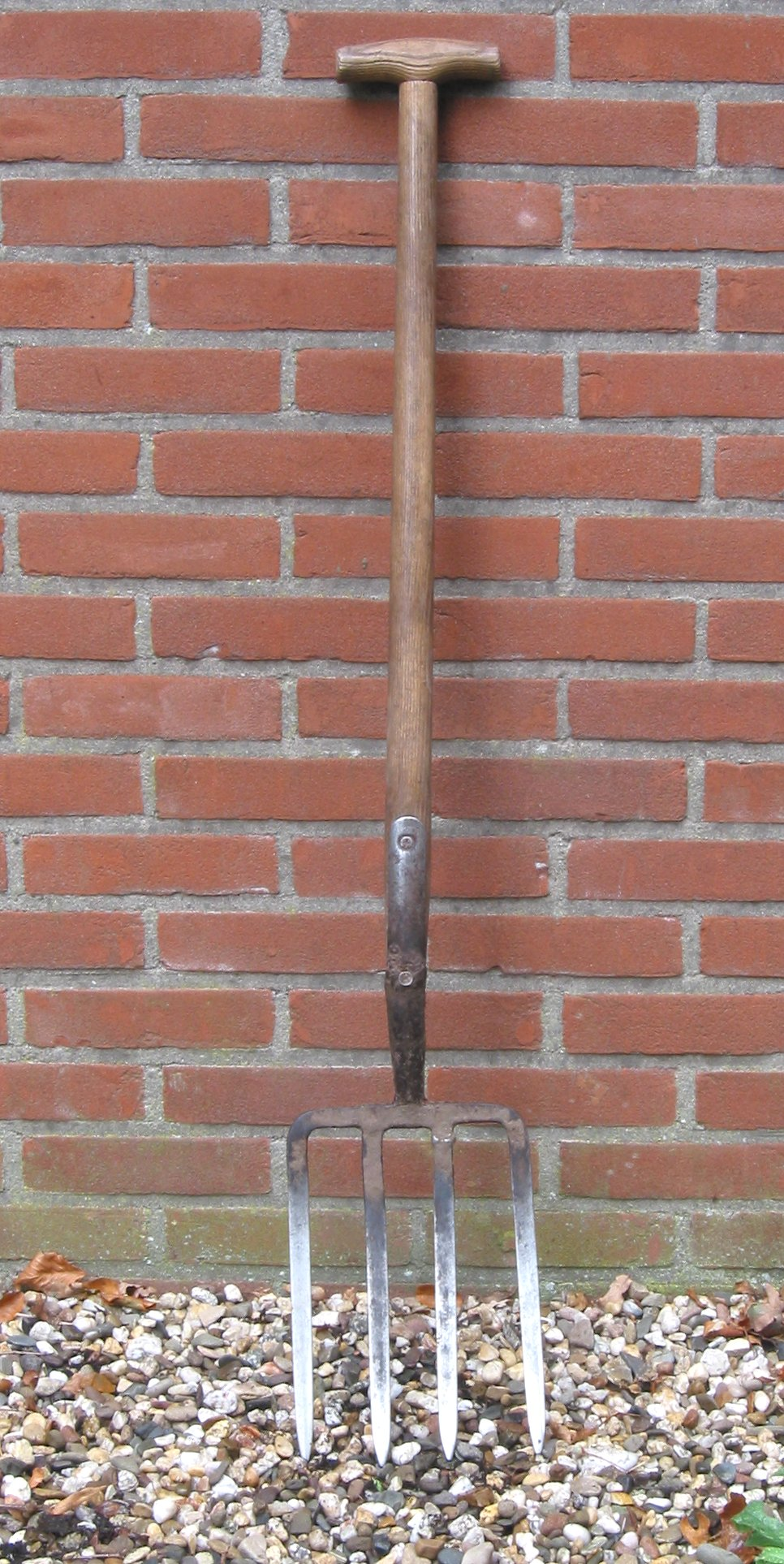
Grabegabel
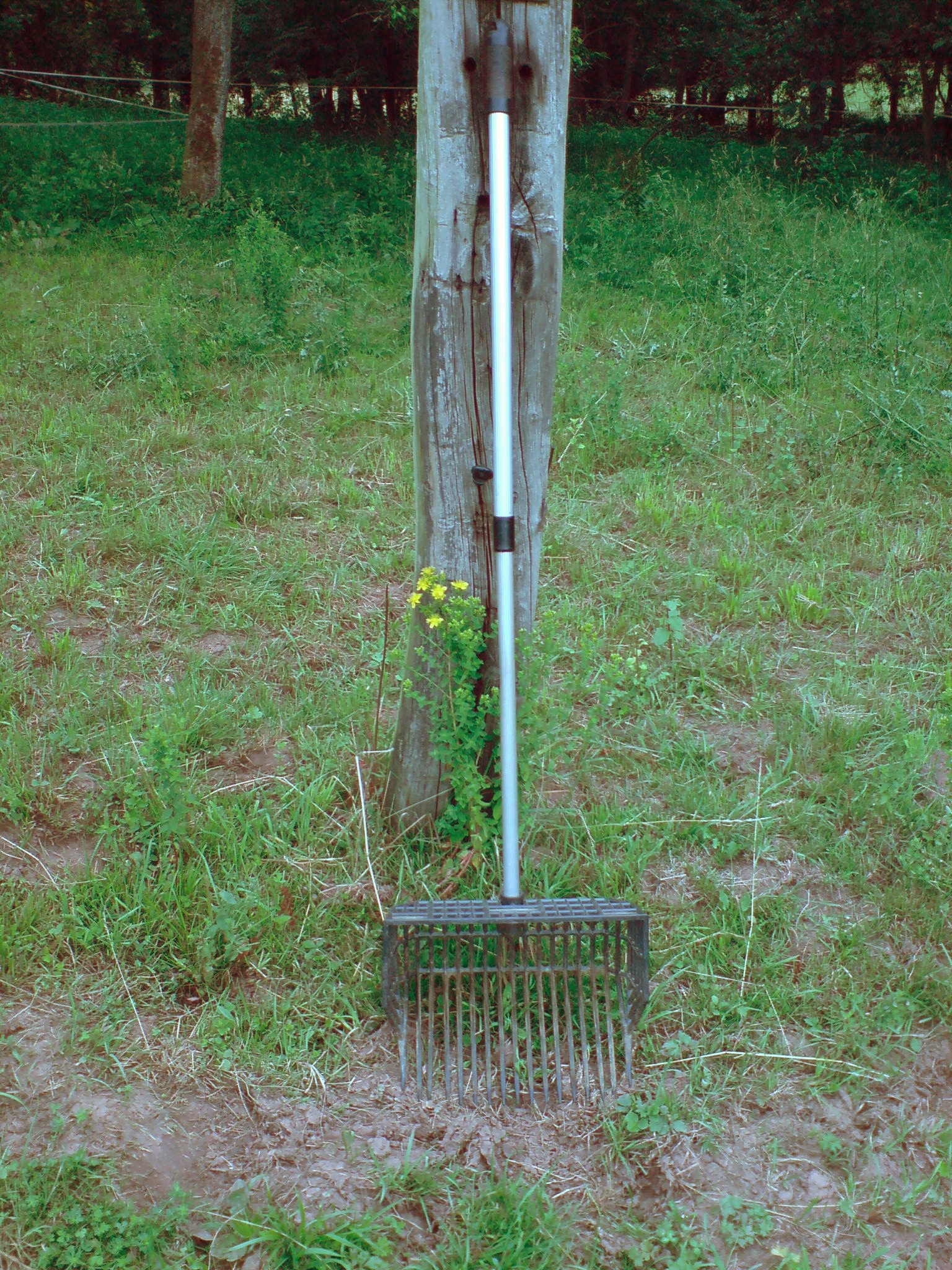
Bollengabel
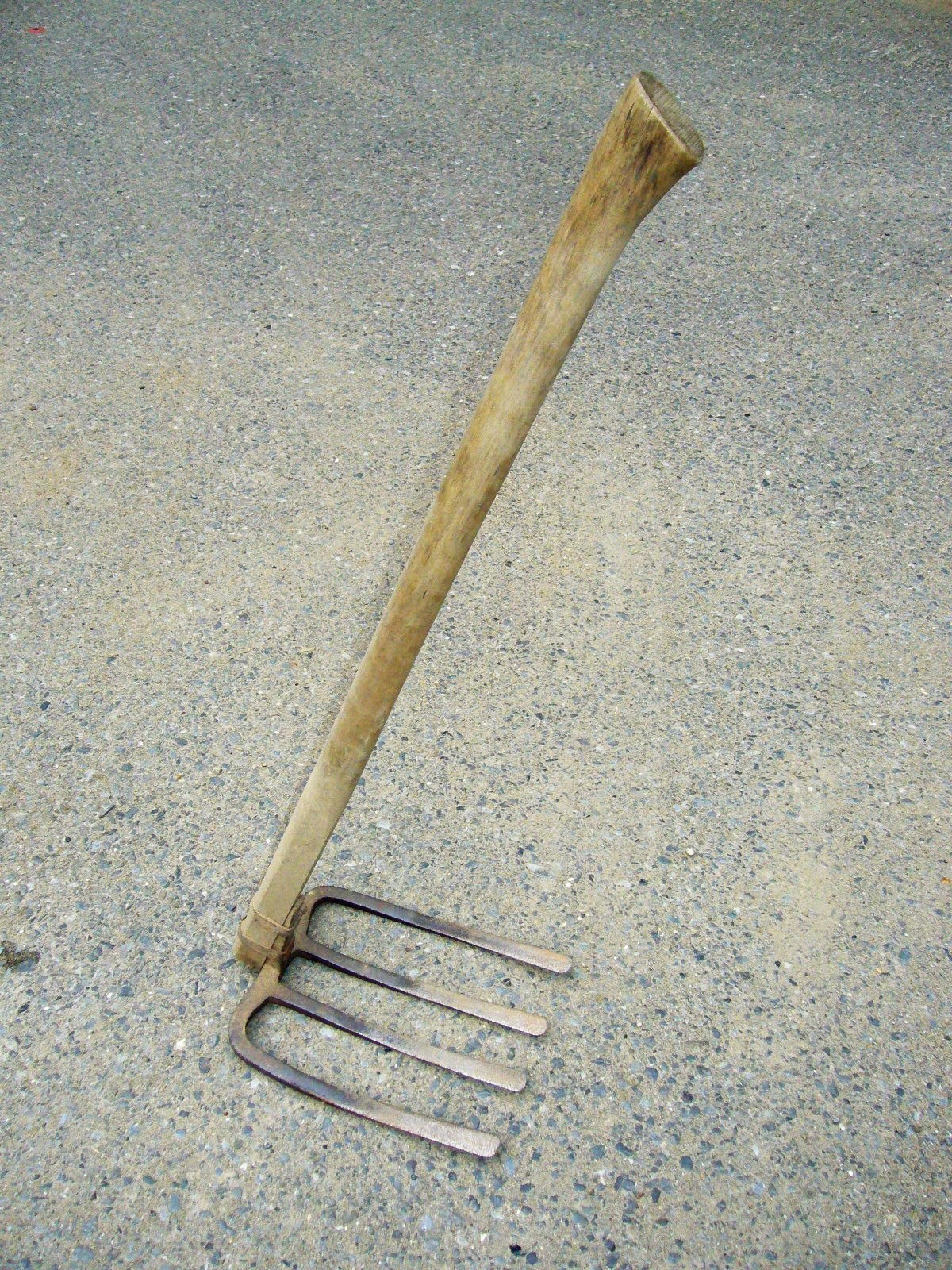
Ein Krail
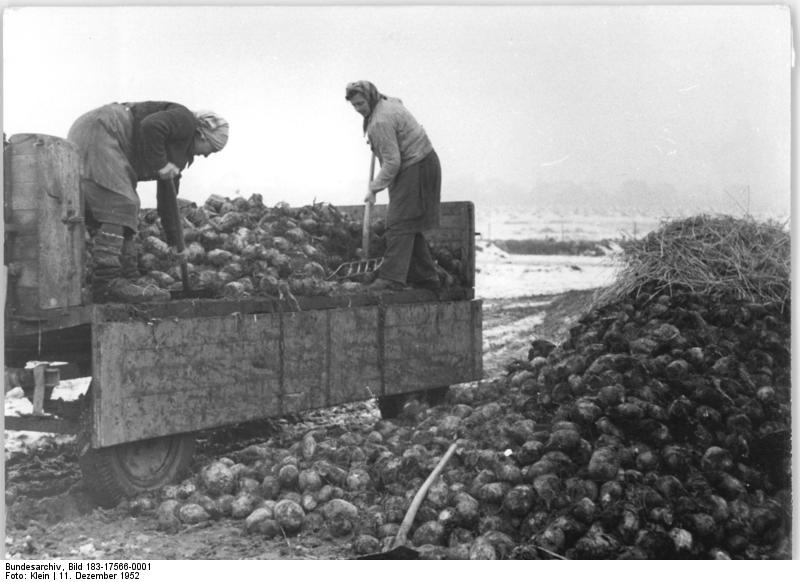
Rübenernte mit der Rübengabel
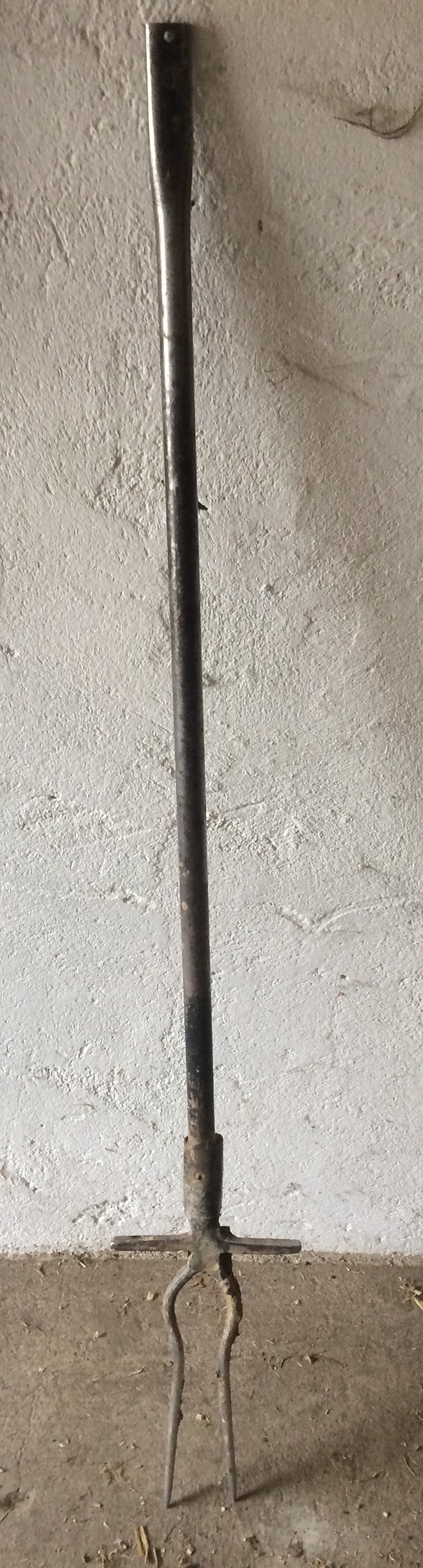
Ampfergabel
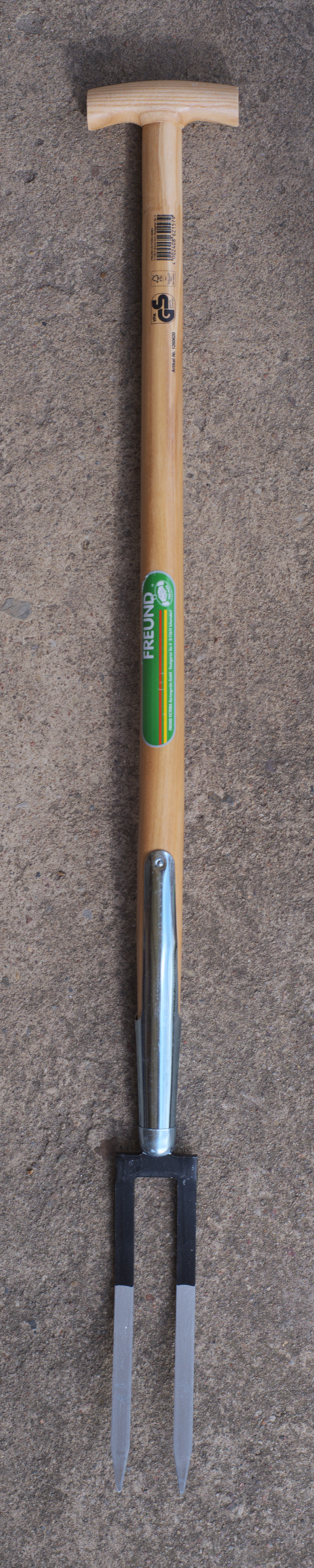
Rosengabel
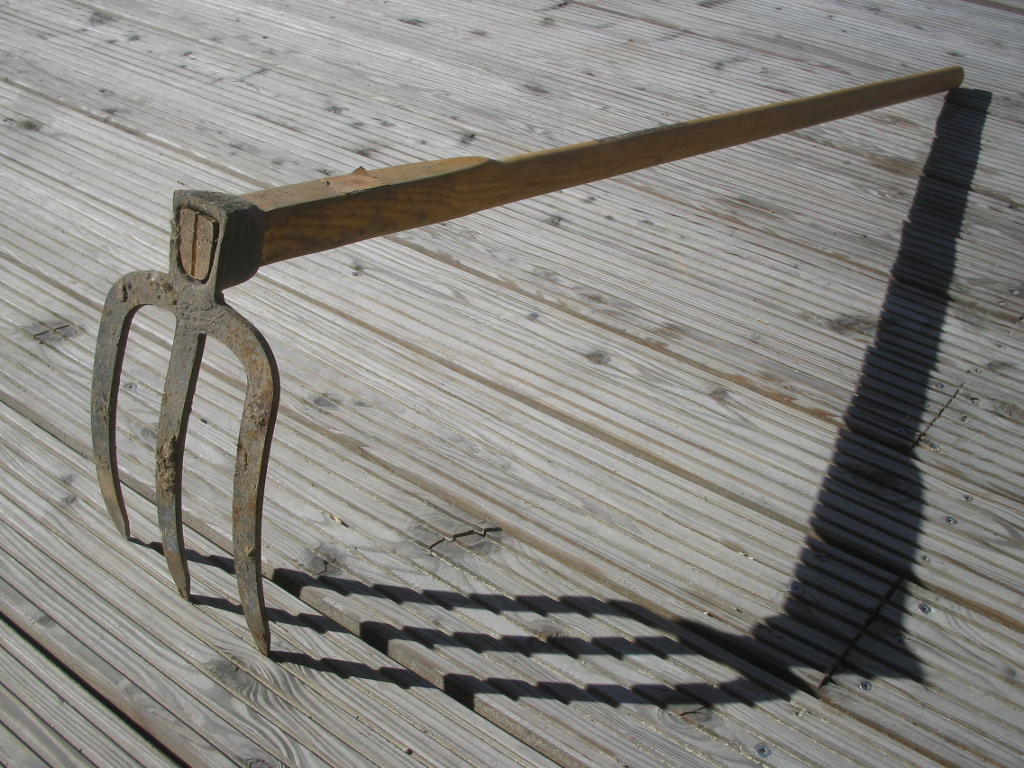
Karst